# Amphicerus bimaculatus
Amphicerus bimaculatus es una especie de escarabajo del género Amphicerus, categorizada en la tribu Bostrichini, de la familia Bostrichidae. Fue descrita por Olivier en 1790.
Se distribuye por África, Europa y norte de Asia (excluyendo China) y América del Norte. Las larvas se desarrollan principalmente sobre la madera muerta y en varias plantas.